# 朗比奇鎮區 (新澤西州)
朗比奇鎮區（英語：Long Beach Township）是位於美國新澤西州海洋縣的一個鎮區。

## 地方資料
朗比奇鎮區的面積為56.95平方千米，當中陸地面積為14.11平方千米，而水域面積為42.84平方千米。根據2020年美國人口普查的數據，當地共有人口3153人，而人口密度為每平方千米55.36人。